# Aeroportul Rutland Plains
Aeroportul Rutland Plains (IATA: RTP, ICAO: YRTP) este un aeroport din Queensland, Australia.
Situat la o altitudine de 18 m, aeroportul dispune de o singură pistă.